# Matías Usero Torrente
Matías Usero Torrente (1865, Ferrol - 18 d'agost de 1936, Ferrol) fou un prevere, escriptor, periodista i polític espanyol.

## Biografia
Exercí el sacerdoci fins al 1916, però hi renuncià després. Arribà a Puerto Rico el 1910 i adoptà l'espiritisme, tot i que el 1911 tornà a Espanya, on es penedí de la seva apostasia.
El 1930 entrà al Partit Socialista Obrer Espanyol, el qual tanmateix abandonà aviat per mantenir discrepàncies respecte de la col·laboració de la formació amb els polítics republicans i per l'abandó del seu caràcter revolucionari. Criticà la Constitució de 1931 per ser massa indulgent amb l'Església Catòlica. Era de l'opinió que els primers cristians «formaven una fraternitat comunista i lliure, una mica anàrquica i federal», però que l'Església hauria trencat aquest esperit inicial, desviant-se del camí; a més a més, sostenia la idea que l'Església Catòlica hauria estat inspiradora de tots els feixismes. Morí a la seva ciutat natal el 18 d'agost de 1936, afusellat a la zona controlada pel bàndol nacional després de l'esclat de la Guerra Civil espanyola.
Considerat un autor anticlerical, foren seves obres com Democracia y cristianismo (1930), Jesuitismo y masonería (1932), Concepción Arenal: heterodoxa, liberal, librepensadora, hereje (1933), Las religiones del mundo desenmascaradas (1933), La Iglesia Católica y su política (1934), Mi respuesta al P. Tusquets (1934) i La religión de la humanidad. Al llarg de la seva vida va col·laborar en publicacions com El Correo, La Tribuna, El Sol, La Voz, Cuadernos de Cultura, Boletín del Grande Oriente Español i Orto.